# 6573 Magnitskij
6573 Magnitskij è un asteroide della fascia principale. Scoperto nel 1974, presenta un'orbita caratterizzata da un semiasse maggiore pari a 2,5841453 UA e da un'eccentricità di 0,1225600, inclinata di 2,19480° rispetto all'eclittica.